# بنو الأخضر
بَنُو الْأَخْضَرِ أو الْأَخْضَرِيُّونَ هي قبيلة شريفة عربية من تهامة (الأقاليم الحالية من المملكة العربية السعودية واليمن) . هاجروا خلال قدوم الإسلام إلى شمال إفريقيا ومنطقة المشرق، تحديداً في مصر، ليبيا والجزائر مع قبيلة بنو معقل في القرن السابع وخلال الهجرة الثانية مع قبيلة بنو سليم في القرن الحادي عشر. ذريتهم تتحمل الألقاب الأخضري وأخضري هم أبناء عمومة مع بني هاشم وقبائل كنانة  والسنوسييين وأعضاء من قريش. هم أحفاد الجد المشترك هاشم بن عبد مناف الذي كان جد النبي محمد.

## التاريخ
أحد من أسلافهم أمير السلطان مُحَمَّدُ إِبْنُ يُوسُفَ الْأَخْضَرِيُّ أسس الدولة الشريفة الأخضرية في القطاع الإقليمي التاريخي باليمامة خلال القرن الثامن (866 م - 1093 م) ، سقطت دولتهم بسبب القرامطة.
فصيل ثان من القبيلة الْأَخْضَرِيَّةُ هاجرو إلى مصر وليبيا والجزائر في عهد
عُمَرُ إِبْنُ مُحَمَّدٍ الْأَخْضَرِيُّ الصَّغِيرُ خلال القرن التاسع، أحد أحفادهم معروف في الجزائر هو العالم عَبْدُ الرَّحْمَنِ الْأَخْضَرِيُّ خلال القرن الخامس عشر.
إنهم متواجدون حالياً في مدن إب، مكة، بريدة، تبوك ومتواجدون أيضا في العراق، الجزائر، الكويت، ليبيا، مصر، الأردن، فلسطين وسوريا.